# Église Saint-Pourçain de Louchy-Montfand
Pour les articles homonymes, voir Église Saint-Pourçain.
L'église Saint-Pourçain est une église située à Louchy-Montfand, en France.

## Localisation
L'église est située sur la commune de Louchy-Montfand, dans le département français de l'Allier.

## Description

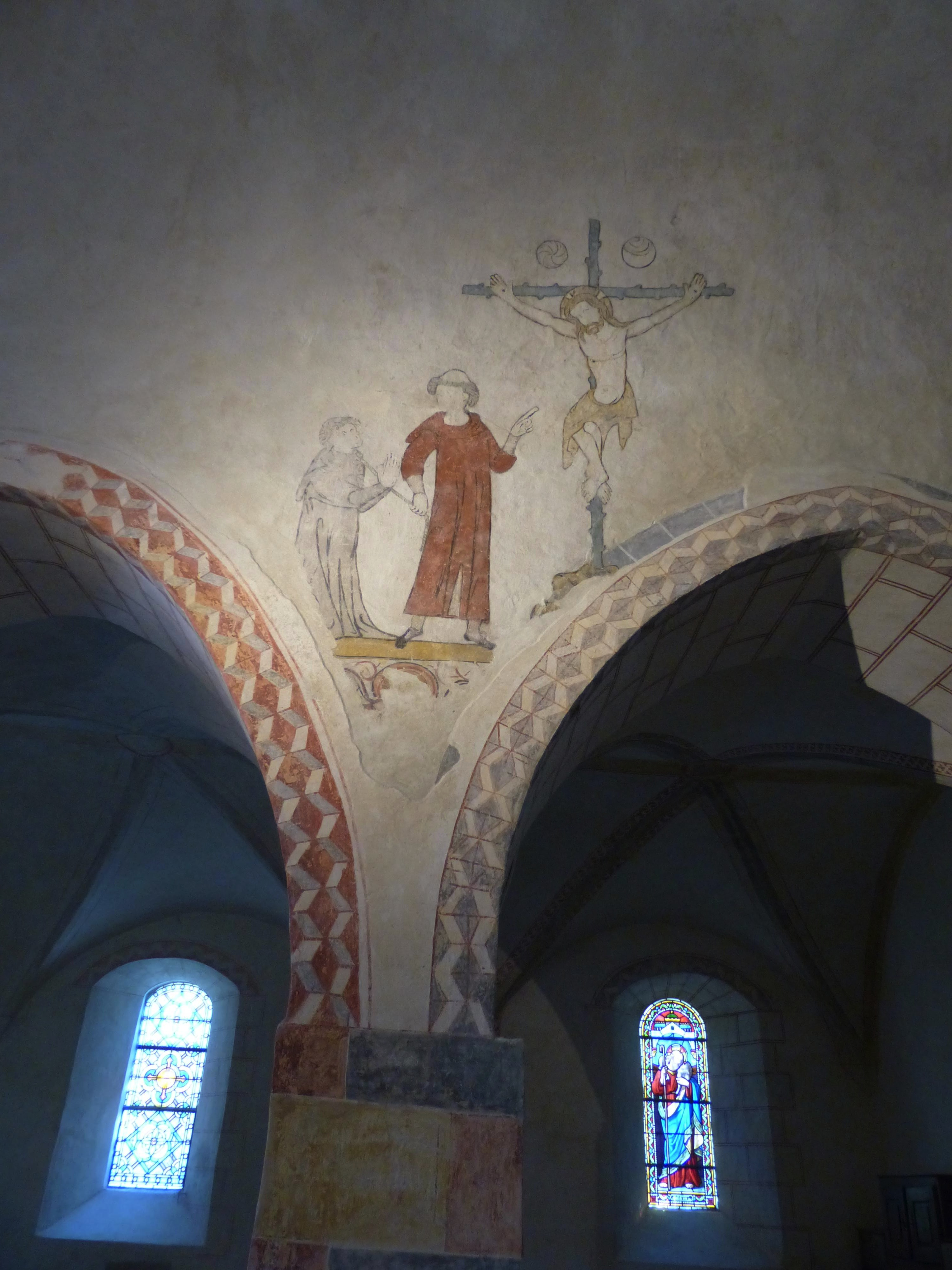
Peinture murale (XV). Scène de pénitence : un moine montre le Christ en croix à un pénitent qu'il tient par une corde attachée à son cou.

L'église, en cours de restauration sous l'impulsion de l'association Saint-Roch, conserve des peintures murales. L'une des plus remarquables figure un moine qui traîne un pénitent, par une corde passée à son cou, jusqu'au pied du Christ en croix.

## Historique
L'édifice est inscrit au titre des monuments historiques en 1933.